# 伦托·戈菲
伦托·戈菲（義大利語：Lento Goffi，1923年11月15日—2008年1月14日），意大利诗人、文学评论家和记者，主要活跃在意大利伦巴第大区的布雷西亚地区。

## 生平
戈菲于1923年出生在一个反法西斯家庭，就读于布雷西亚的阿纳尔多中学，毕业于米兰大学现代文学专业，后来在布雷西亚的一些学院任教。他的作品发表在等杂志上。戈菲与埃莉萨·马奇纳（Elisa Marchina）结婚，育有一子，名叫乔治（Giorgio）。
戈菲于2008年在布雷西亚的一家养老院去世。

## 诗派
戈菲是伦巴第诗派最重要和最活跃的第四代代表人物之一。伦巴第诗派起源于19世纪末，并在20世纪的前四分之三的时间蓬勃发展。

## 主要作品

### 诗集
- 1962年：《月亮小屋》（Lunarietto）（Il Bruttanome）
- 1964年：《五首诗和一篇散文》（Cinque poesie e una prosa）（Sigma（義大利語：Sigma (rivista)））
- 1968年：《来自东方的地标》（Dalla Marca d'Oriente）（Scheiwiller）[7]
- 1971年：《一座岛屿与弗兰卡·吉蒂的六幅雕版画》（Un'isola, sì con sei incisioni di Franca Ghitti）（L.N.C.）
- 1974年：《模糊地逃避》（Evasivamente flou）（Scheiwiller Books）
- 1979年：《小记事与弗兰卡·吉蒂的六幅雕版画》（Cronachetta con sei incisioni di Franca Ghitti）（沙伊维尔图书（義大利語：Libri Scheiwiller））
- 1981年：《二月的一个星期六》（Un sabato di febbraio）（Società di poesia）[8]
- 1984年：《无色的瞬间与弗兰卡·吉蒂的三幅铜版画》（L'attimo incolore con tre acqueforti di Giovanni Repossi）（Il Farfengo）
- 1986年：《给缺席者的日记》（Diario per l'assente）（Lo Specchio（義大利語：Lo Specchio (collana)），Mondadori）
- 1991年：《深爱的菲吉亚》（L'amata Phegea）（La Quadra）
- 1994年：《内在的轨道》（Per orbite interne）（La Quadra）